# Aventureiro (álbum)
Aventureiro é o segundo álbum de estúdio do cantor e compositor Latino, lançado em 1996 pelo selo Columbia Records.
A faixa "Louca" foi usada na trilha sonora da novela Salsa e Merengue, de 1996.

## Faixas
| N.º | Título                          | Duração |  |
| 1.  | "Eu Amo Você"                   | 4:23    |  |
| 2.  | "Diana"                         | 4:06    |  |
| 3.  | "Te Namorar"                    | 3:30    |  |
| 4.  | "Aventureiro"                   | 4:45    |  |
| 5.  | "Sem Você"                      | 3:15    |  |
| 6.  | "Amante Amigo"                  | 3:33    |  |
| 7.  | "Louca"                         | 3:38    |  |
| 8.  | "Deus Mirim"                    | 5:20    |  |
| 9.  | "Dinheiro"                      | 3:06    |  |
| 10. | "Eu e Você"                     | 3:55    |  |
| 11. | "Vem Me Beijar"                 | 4:03    |  |
| 12. | "Meu Sonho É Você"              | 4:26    |  |
| 13. | "Me Diz Porque (Te Peço, Muda)" | 3:31    |  |